# Giganotosaurus
Giganotosaurus ("gigantisk sydlig ödla") var ett släkte köttätande dinosaurier tillhörande ordningen theropoder. De levde i Sydamerika under sen Krita, för 110–90 miljoner år sedan. Giganotosaurus var den tredje största rovdinosaurien som funnits, efter Spinosaurus som den största och Tyrannosaurus som den näst största.

## Beskrivning
Giganotosaurus tillhörde familjen Carcharodontosauridae inom överfamiljen Allosauroidea vilket även inkluderar bland annat Allosaurus, Metriacanthosaurus, Neoventor, Mapusaurus och Carcharodontosaurus. Inget fullständigt skelett har hittats av Giganotosaurus men paleontologer beräknar att dinosaurien var drygt 12–13 m lång och vägde åtminstone 7–8 ton, vilket är 1–2 ton mindre än Tyrannosaurus. 
Giganotosaurus var liksom alla andra theropoder en tvåbent tågångare. Enbart skallen var ca 1,6 meter lång med en mun full av ca 20 cm långa tänder. De mycket kraftiga bakbenen hade tre tår beväpnade med väldiga klor Giganotosaurus "armar" hade tre kloförsedda fingar. Fossila fotspår visar att Giganotosaurus liksom många andra allosauroider var flockdjur och mycket tyder på att man angrep även gigantiska växtätande titanosaurider som levde i samma område. Därmed har de forskare som alltid ansett att även de största köttätande dinosaurierna var aktiva jägare och inte asätare fått starkare bevis för detta. Alla hittills gjorda fynd talar för att Giganotosaurus, liksom nästan alla andra kända dinosaurier lade ägg.
Giganotosaurus och de andra allosauroider tillhörde underordningen carnosaurier (jämför coelurosaurier) och anses därmed inte vara lika nära släkt med fåglarna som Tyrannosaurus och de andra tyrannosauriderna som var coelurosaurier, vilket är den andra stora gruppen theropoder. Trots det delar även Giganotosaurus och de andra allosauridernas skelett många drag med dagens fåglar.